# The Thing You Love Most
"The Thing You Love Most" es el segundo episodio de la serie de televisión Once Upon a Time, el cual se transmitió en los Estados Unidos en ABC el 30 de octubre de 2011.
El episodio se centra en los esfuerzos de Regina (Lana Parrilla) en sacar a Emma (Jennifer Morrison) de Storybrooke y revela cómo la Reina Malvada (Parrilla) lanzó su maldición en el Bosque Encantado.
Fue coescrito por Adam Horowitz y Edward Kitsis, mientras que Greg Beeman lo dirigió. Este episodio, como el anterior, recibió críticas positivas. Fue visto por 11.64 millones de espectadores, apuntando un puntaje de 3.9/10% en la demográfica de 18 a 49, y estando primero en el ranking en ABC.

## Trama

### En Storybrooke
Es el día después que Emma (Jennifer Morrison) llega a Storybrooke, Maine. Las personas del pueblo comienzan a notar que el reloj de la torre, que siempre había estado estancado, ha comenzado a moverse. En casa, Regina (Lana Parrilla) mira el libro de cuentos de hadas; ella descubre que las últimas páginas han sido arrancadas. Enfrenta a Henry (Jared S. Gilmore), que miente y dice que las páginas están desaparecidas porque es un libro viejo.
Creyendo que Emma tratará de sacarle a Henry, Regina pasa por la habitación de Emma en el hotel con una canasta llena de manzanas del árbol que ella tiene. Regina se encuentra con el editor de The Daily Mirror, Sidney Glass (Giancarlo Esposito). Sidney ha hecho una historia de primera página del accidente de auto de Emma en que presenta a Emma de mala manera, pero le dice a Regina que ha encontrado muy poco del pasado de Emma. Después de unas palabras duras de Regina, promete que seguirá buscando.
En el café local, Emma se da cuenta de su foto en el diario. Ruby (Meghan Ory) que está trabajando detrás del mostrador, le da a Emma una taza de cocoa caliente con canela y le dice a Emma que es de un admirador. Emma asume que es del Sheriff Graham (Jamie Dornan), que parece gustarle, pero Henry habla de una mesa cercana y le dice que él le compró la bebida, y también le dice que le gusta la canela en su cocoa. Mientras Emma camina con Henry a la escuela, Henry le dice que tiene un plan para ellos para romper la maldición. El primer paso, en que Henry la ha llamado "Operación Cobra", es identificar qué personajes de su libro son en Storybrooke, ya que nadie puede recordar su pasado. Henry le dice a Emma que ha sacado las páginas del libro que cuentan la historia de Emma. Él se las muestra, explicando que es la hija de Blancanieves y el Príncipe Encantador. También previene que Emma coma una manzana que Regina le dio. Aunque Emma es escéptica, está de acuerdo en leer las páginas y de escuchar el plan de Henry para romper la maldición. 
Afuera de la escuela, Emma le pregunta a Mary Margaret (Ginnifer Goodwin) qué personaje cree que es para Henry. Ella le dice que Henry cree que es Blancanieves.
Preocupada por Henry, Emma va a ver a su terapeuta, Archie Hooper (Raphael Sbarge). Archie le ofrece a Emma leer el archivo de Henry. Después que Emma se va, Archie llama a Regina, quién le pregunta si Emma tomó el archivo. La escena va al cuarto de Emma, el Sheriff Graham toca la puerta y le dice a Emma que Archie le dijo que ella entró a su oficina y robó el archivo de Henry. Emma le muestra a Graham el archivo, y la arresta. Emma insiste que ella ha sido puesta en una trampa.
En la escuela, Regina va a hablar con Henry y le dice que Emma fue arrestada por robar archivos de la oficina de Archie. Ella intenta persuadir a Henry que Emma es una ladrona que está tratando de conseguir información sobre él así ella puede tener ventaja sobre él, peor Henry no le cree.
Henry y Mary Margaret van a la policía para sacar a Emma de la cárcel. Emma luego va a la casa de Regina y ataca el árbol de manzanas de Regina con una cortadora, provocando otra confrontación.
Abuelita (Beverly Elliott) se disculpa con Emma porque la tiene que echar, diciéndole que hay una política de no tener ladrones. Mientras tanto, Regina le dice a Graham que ella quiere que Emma sea arrestada por el incidente con el árbol de manzanas. Graham enfrenta a Regina sobre el archivo de Henry, diciéndole que él cree que Emma fue puesta en una trampa. Regina insiste que eventualmente sacará a Emma de la ciudad porque es el interés de Henry.
Regina llama a Emma y le sugiere que vaya a la oficina, para hacer las paces. Una vez allí, Emma le dice a Regina que no planea llevarse a Henry, pero que está preocupada porque Henry cree que los residentes de Storybrooke son personajes de cuentos de hadas y dice que es una "locura." Henry aparece en la puerta; ha escuchado lo que dijo Emma y huye, dolido. Regina acepta que ella sabía que Henry llegaría justo a tiempo para escuchar a Emma.
Emma va a ver a Mary Margaret, quién la invita y le sirve cocoa caliente con canela. Le dice a Emma que tiene un sentimiento que ya se conocían. Persuade a Emma para que se quede en Storybrooke por Henry.
Emma encuentra a Henry en la oficina de Archie. Ella le dice que piensa que la maldición es una locura, pero que eso no significa que no sea verdad. También le dice que para romper la maldición, deben hacer creer a Regina que no creen en esa maldición. Tiran las páginas del libro con la historia de Emma en el fuego de Archie, y se abrazan.
Mientras Regina arregla el árbol de manzanas, el Sr. Gold (Robert Carlyle) aparece y le dice a Regina que ha visto a Emma y Henry caminando juntos. Él le ofrece ayuda a Regina para deshacerse de Emma, por un precio. Regina dice que no está para hacer negocios con él nunca más, y Gold dice que ella había hecho un trato para conseguir a Henry. Él le pregunta a Regina cómo eligió el nombre Henry; y ella no responde. Ella lo cuestiona sobre el pasado de Emma, y él es evasivo. Mientras Gold se aleja, Regina le da una mirada mortífera, sugiriendo que ella sospecha que Gold recuerda sus vidas en el Bosque Encantado.

### En el Bosque Encantado
En la boda de Blancanieves (Goodwin) y el Príncipe Encantador (Joshua Dallas), la Reina Malvada (Parrilla) anuncia su plan de lanzar una terrible maldición a todos. El príncipe tira su espada a la Reina, pero ella se convierte en humo y reaparece en su palacio. La Reina le dice a su espejo mágico (Esposito) y su valet (Tony Perez) que intenta conseguir la Maldición Oscura que previamente había cambiado. Luego va a ver a Maléfica (Kristin Bauer van Straten), con quién había cambiado la maldición. Maléfica tiene la maldición guardada. Ella se niega a dar la maldición, pero la Reina le gana en una batalla mágica, rompiendo la maldición y leyéndola. Deja a Maléfica vivir, diciendo que Maléfica es la única amiga que tiene.
En el bosque, la Reina Malvada reúne a un número de criaturas oscuras (incluyendo al Ogro, interpretado por C. Ernst Harth). La Reina demanda un pedazo de sus cabellos para hacer la maldición, y sacrifica el corazón para terminar el hechizo. La maldición falla, haciendo que un gnomo se burle de ella; la Reina lo convierte en una estatua de piedra que es mostrada en el jardín de Regina en Storybrooke en la próxima escena.
Para descubrir por qué la maldición falló, la Reina va a Rumpelstiltskin (Carlyle), quién originalmente le había dado la maldición. Rumpelstiltskin le ofrece ayuda a la Reina si a cambio, lo hace adinerado y una persona respetada en el nuevo mundo y promete que en el nuevo mundo ella hará cualquier cosa mientras diga "por favor." La Reina está de acuerdo, recordándole que en el nuevo mundo, no tendrían recuerdos de su acuerdo.
Rumpelstiltskin luego le dice a la Reina que debe cortar el corazón de la cosa que más ama y usarlo para el hechizo. La Reina protesta que lo que más amaba murió por Blancanieves, pero Rumpelstiltskin sugiere que hay algo más que ella ama. También le dice a la Reina que él le ha dicho a Blancanieves y al Príncipe Encantador que su hija no nacida será capaz de destruir la maldición.
Al regresar a su castillo, la Reina está mal por lo que le dijo Rumpelstiltskin. Ella confía en su valet, quién se revela como su padre. Sabiendo que él es lo que más ama, su padre trata de disuadirla de su plan, diciendo que ella puede encontrar el amor de nuevo. Apareciendo estar persuadida, la Reina abraza asu padre, luego lo apuñala.
Sola en el bosque, la Reina usa el corazón de su padre para completar la Maldición Oscura. Mientras la maldición se va creando, ella deja una rosa negra en la tumba de su padre. La tumba lee en la inscripción, "Henry, querido padre."

## Secuencia en el título
Para este episodio, aparece un unicornio.

## Producción
El episodio fue coescrito por Edward Kitsis y Adam Horowitz, mientras que Greg Beeman, de Smallville sirvió como director.
En una entrevista con TV Overmind, la actriz Lana Parrilla explicó que los espectadores verán otro lado de Regina/La Reina Malvada en este episodio. Parrilla dijo, "Veremos un lado vulnerable de la Reina y cómo las personas se relacionan con ella en un nivel humano. Lo que he estado tratando de mostrar no es el odio por Blancanieves, sino de dónde viene. No es tan surgido. Eso trae una vulnerabilidad al personaje. Lo verán en su historia y eso la expone en una forma muy vulnerable." Por la relación problemática de Regina con Henry, Parrilla notó que "Quizás ella tenga un corazón frío, pero creo que ella, genuinamente, ama a su hijo. Ella no piensa en él como un hijo adoptado, ella piensa de él como su hijo."”

## Recepción

### Clasificaciones
El episodio fue visto por un estimado de 11.64 millones de espectadores y recibió un rating de 3.9/10% entre adultos de 18 a 49 años, y a pesar de que bajó de su debut, mantuvo su liderazgo en su franja horaria y fue el único show que ABC tuvo más espectadores en esa noche. Estuvo tercero en la franja horaria detrás de Football Night In America en NBC y 60 Minutes en CBS pero venció a Los Simpson en FOX. En Canadá, el episodio recibió 1.44 millón de especatores, bajó desde el estreno pero se mantuvo en el catorce puesto una semana de nuevo.

### Recepción
Without Pity le dio al episodio un Grado A-, y citó a Kristin Bauer van Straten por su actuación: "Si olvido lo que le pasó a mi querida Maléfica, y solo pienso en la Maléfica de este show como otra villana de Cuento de Hadas que es bien interpretada por Kristin Baucer (Pam, True Blood), estoy muy satisfecha.

### Distinciones
El 14 de junio de 2012, por su trabajo en este episodio, Lana Parrilla estuvo nominada por un Premio PAAFTJ por Mejor Actriz de Reparto en una Serie Dramática, pero perdió contra Christina Hendricks.